# 枚方家具団地
枚方家具団地（ひらかたかぐだんち）は、大阪府枚方市長尾家具町1〜5丁目、長尾荒坂、長尾峠町、北山1丁目の一部を含む地域の通称で、枚方家具団地協同組合（2009年6月1日に大阪家具コンビナート工場団地協同組合より改称）の登録商標で、
地域内にある家具店は19店舗が連なり、売り場面積は約40,000m2におよぶ。

## 概要
家具を扱う店舗が数多く立ち並ぶ地域である。第二次世界大戦後、枚方市による企業誘致（枚方市工場等誘致条例）により作られた（他に枚方企業団地、枚方紳士服団地、枚方鉄塗団地など）。
国道1号線沿いにあり、交通の便が良い。2021年に組合のあるカグニティ枚方ビルが立ち退きのためすぐ横に組合の建物を建築し移転、2022年3月時点ではカグニティ枚方ビルのあった場所は更地となっている。

## 店舗
店舗一覧
- 東洋家具センター
- お仏壇の浜屋
- 家具の田辺
- KAWAKITA
- Mai・Do
- インテリア森田
- シャルドネ大阪枚方
- 家具調仏壇ギャラリー アルタ
- アビタス
- アネックス東洋

- 座卓・コタツの尾上家具
- da BOSCO FURNITURE
- マルトク家具
- 菊川家具
- ハーモニックハウス
- 新井家具ベッド館
- 家具サロン・ハヤシ
- 新井家具

## 交通アクセス
- 国道1号線の「家具団地前交差点」から。
- 学研都市線（JR西日本）長尾駅から徒歩約30分。
- 樟葉など枚方市内各駅から京阪バスで「家具町一丁目」、「峠」、「家具町二丁目」停留所の利用が便利。「家具団地」停留所は近くに家具専門店が非常に少ないので注意。

## 付近の学校
- 枚方市立長尾小学校
- 枚方市立長尾中学校
- 大阪府立長尾高等学校
- 大阪工業大学枚方キャンパス
- 摂南大学枚方キャンパス